# Nicola Paone
Nicola Paone (Barnesboro, Pensilvania, 5 de octubre de 1915 - Albuquerque, Nuevo México, 25 de diciembre de 2003) fue un músico italiano, aunque nacido en Estados Unidos. Era hijo de un inmigrante y minero de carbón italiano. Vivió en Sicilia desde los cinco a los quince años, tras lo cual volvió a Estados Unidos. A partir de allí construyó una carrera con la que fue muy famoso, aunque se retiró muy joven.
Su éxito en Argentina fue enorme, en 1954 condujo el programa La cantina de Paone, junto al cómico Fidel Pintos, quien también lo acompañó en el film Uéi Paesano.
También tuvo gran éxito en otros puntos de América Latina. También tuvo su sello discográfico y una troupé de artistas de vodevil. Y fue dueño de un muy famoso restaurante en Nueva York.
A los 88 años, víctima de una neumonía, falleció en un hospital de Albuquerque, Nuevo México.
Sus temas tenían como eje la nostalgia del inmigrante italiano autoexiliado en América del Sur. Sus canciones fueron famosas en Argentina en los años 1940 y 1950, donde vendió miles de discos.
Temas como La Cafetera, Canta o Argentina cosecharon muy buenas ventas, pero su mayor éxito fue Ué paisano, que el trío Divididos incluyó en su disco Vengo del placard de otro. Es una canción que habla de la hermandad entre inmigrantes. Con ese tema, la banda cerró el show de Obras en 2002. Tras cantar la versión de Nicola Paone, el público los despidió con una increíble ovación. También cantaba en castellano Signora maestra y l'ombrellaro (el paragüero).